# Enkianthus serrulatus
Enkianthus serrulatus är en ljungväxtart som först beskrevs av Ernest Henry Wilson, och fick sitt nu gällande namn av Camillo Karl Schneider. Enkianthus serrulatus ingår i släktet klockbuskar, och familjen ljungväxter. Inga underarter finns listade i Catalogue of Life.